# イザベル・ド・ロレーヌ
イザベル・ド・ロレーヌ（Isabelle de Lorraine, 1400年 - 1453年2月28日）は、ロレーヌ女公（在位：1431年 - 1453年）、ナポリ王妃。ロレーヌ公シャルル2世の長女で、母マルグリットはローマ王・プファルツ選帝侯ループレヒトの娘であった。夫のルネ・ダンジュー（ナポリ王、バル公などを兼ねた）を共同君主として治めた。

## 生涯
シャルル2世の男子はことごとく夭逝していたため、そこに目を付けたヨランド・ダラゴンが1420年に次男のルネをイザベルと結婚させた。これには夫が1424年にブルゴーニュ派に自領のギーズ伯領を奪われたことも背景にあり（ギーズ伯領は翌1425年にリニー伯ジャン2世へ渡る）、イザベルは父から後継者に指名され、1431年の父の死後にロレーヌ公国を相続し、夫ルネが共同統治者となった。
ところが、従弟のヴォーデモン伯アントワーヌが継承に反対、彼と支援者のブルゴーニュ公フィリップ3世（善良公）に敗れた夫は同年に捕虜となった。イザベルは子供達を連れてフランス王シャルル7世の宮廷に向かい、夫の釈放を掛け合ったが、この時同行していた侍女のアニェス・ソレルはシャルル7世に見初められ、後に王の愛人となった。
夫の不在時には夫の領国の摂政も務めた。善良公と戦っていた夫の救援のため、軍勢を率いたこともある。夫が虜囚のまま1435年に名目上のナポリ王となり、アラゴン王アルフォンソ5世もナポリの継承権を主張すると、夫に代わりナポリへ向かい、劣勢ながらアラゴン軍と戦った。1437年に釈放された夫と翌1438年にナポリで合流したが、戦況を覆せず1442年に王位を諦めてマルセイユへ戻った。
帰国してからも災難は続き、ロレーヌに反発した神聖ローマ帝国の都市メッツの兵に襲われ身の回りの品を奪われた。かねてより都市の反抗に苦しめられた夫はシャルル7世に救援を要請、1444年にフランス軍がロレーヌへ遠征する契機となった。
1453年死去。公位は息子のジャン2世が継承、夫は翌1454年にジャンヌ・ド・ラヴァルと再婚した。

## 子女
イザベルが夫ルネとの間にもうけた子は次の通りである。
- ジャン2世（1425年 - 1470年）
- ヨランド（1428年 - 1483年） - ヴォーデモン伯フェリー2世と結婚。ロレーヌ公ルネ2世の母、共同統治者。
- マルグリット（1429年 - 1482年） - イングランド王ヘンリー6世と結婚。

他に7人の子が生まれたが夭逝した。